# Tempête tropicale Beta (2020)
Pour les articles homonymes, voir Cyclone tropical Beta.
La tempête tropicale Beta était la 22e dépression tropicale et la 23e tempête nommée de la saison des ouragans dans l'Atlantique 2020. Elle s'est formée à partir d'un creux barométrique dans le nord-est du golfe du Mexique le 10 septembre. La dépression s'est déplacée lentement vers le sud-ouest, avec un développement entravé initialement par le développement de l'ouragan Sally à proximité . Après que ce dernier se soit déplacé à l'intérieur des terres au-dessus du sud-est des États-Unis et se soit affaibli, la perturbation est devenue presque stationnaire dans le sud-ouest du golfe où elle a commencé à s'organiser. Le 16 septembre, le système avait gagné un centre de circulation de bas niveau et suffisamment d'organisation pour être désignée sous le nom de dépression tropicale Vingt-deux. Elle a maintenu son intensité pendant une journée sous l'influence d'un fort cisaillement du vent et de l'air sec avant de se renforcer en tempête tropicale Beta, devenant la 23e tempête atlantique la plus hâtivement nommée lors d'une saison dans ce bassin, battant la tempête tropicale Alpha de 2005 de 34 jours.
Après être remontée vers le nord en s'intensifiant, l'air sec et le cisaillement des vents en altitude arrêtèrent son développement et Beta est devenu presque stationnaire le 19 septembre. Elle commença à se déplacer vers l'ouest en direction de la côte du Texas le lendemain et le 21 septembre toucha la côte de l'île Matagorda. Après son entrée dans le terres elle faibli une dépression tropicale qui continua son chemin vers le nord-est tout en donnant de copieuses quantités de pluie sur la Louisiane, le Mississippi l'Alabama et la vallée du Tennessee. Elle s'est dissipée dans le nord-est de l'Alabama le 25 septembre.

## Évolution météorologique
Le 10 septembre, le NHC a commencé à surveiller un creux barométrique qui s'était formé au-dessus du nord-est du golfe du Mexique. Le développement du système n'était pas prévu à ce moment en raison des forts vents en altitude produits par l'ouragan Sally. La perturbation a néanmoins persisté, se déplaçant vers de façon anti-horaire en suivant la côte du golfe. Elle a commencé à s'organiser au large du Mexique lorsque Sally s'est éloignée tôt le 16 septembre. À 23 h UTC le 17 septembre, le NHC émit son premier avis concernant la dépression tropicale Vingt-deux, située à 370 km à l'est de Tampico, au Mexique, à la suite du rapport d'un avion de reconnaissance.
À 21 h UTC, le 18 septembre, Vingt-deux s'intensifia en tempête tropicale, nommée Beta, alors qu'elle était située à 450 km à l'est-sud-est de l'embouchure du Río Grande. Six heures plus tard, des veilles cycloniques de tempête et d'ouragan furent émises pour la côte du Texas et une partie de celle de la Louisiane. Par la suite, la tempête a suivi une trajectoire en arc de cercle anti-horaire dans l'ouest du golfe du Mexique. L'air sec et le cisaillement des vents en altitude arrêtèrent son développement et Beta est devenu presque stationnaire le 19 septembre.
Tôt le matin du 21 septembre, Beta se retrouvait à 110 km au sud-est de Port O'Connor, Texas, et se dirigeait franc ouest à seulement 9 km/h. Ses vents soutenus n'étaient que de 85 km/h mais son déplacement lent commençait à propager une onde de tempête et à apporter de la pluie forte de la côte centrale du Texas jusqu'au sud-est de la Louisiane.

Pluies de l'ex-Beta au radar météo le 24 septembre.

Un peu après 3 h UTC le 22, le centre de Beta a touché la côte du Texas près de Port O'Connor, traversant l'île Matagorda, pour ensuite se déplacer vers le nord-est. À 15 h UTC, le NHC l'a reclassé dépression tropicale à 25 km à l'est-nord-est de Victoria (Texas) continuant à donner de fortes accumulations de pluie à cause de son déplacement lent.
À 3 h UTC le 23, Beta est devenue une dépression post-tropicale à 60 km à l'ouest-sud-ouest de Galveston (Texas) et fut prise en charge par le Weather Prediction Center. À 21 h UTC, elle était rendue à 125 km au sud-ouest d'Alexandria (Louisiane) et n'avait plus que des vents soutenus de 45 km/h, se dirigeant vers le nord-est.
Le 24 au matin, l'ex-Beta est entrée dans le sud du Mississippi, puis est passée en Alabama en fin d'après-midi. En soirée, le système était devenu une dépression très allongée et faible, donnant encore de la pluie modérée par endroits. À 9 h UTC le 25 septembre, le WPC émit son dernier bulletin alors que le système était dans l'extrême nord-est de l'Alabama et devait se dissiper au Tennessee durant la journée.

## Impact

### Texas
Le gouverneur du Texas, Greg Abbott, a déclaré l'état de catastrophe pour 29 comtés, tandis que le gouverneur de la Louisiane, John Bel Edwards, a déclaré l'état d'urgence. La houle cyclonique et les vagues de Beta ont détruit une partie d'une jetée à Galveston (Texas), tandis que les inondations causées par l'onde de tempête ont laissé de nombreuses zones de la côte du Texas sous l'eau. Certaines parties de l'Interstate 69 et de la route d'État TX 288 furent fermées par les inondations et les équipes de sauvetage ont répondu à des dizaines d'appels à l'aide.
Dans l'est du Texas, il est tombé en 3 jours de 75 à 250 mm de pluie en général avec un maximum de 14,40 pouces (366 mm) à Brookside Village dans le comté de Harris. Au moment où Beta s'était affaibli à une dépression tropicale le 22 septembre, plus de 100 sauvetages par bateaux furent rapportés à Houston alors que des parties de la ville étaient sous les eaux à la suite des précipitations abondantes. Des dizaines de rues et d'autoroutes de la ville, y compris des parties des I-69, I-45, TX 288 et TX 290, furent fermés par la crue soudaine alors que les rapports préliminaires montrent qu'au moins 11 structures ont été inondées. Les responsables de la ville ont également déclaré que plus de 100 000 gallons d'eaux usées domestiques se sont déversés dans cinq endroits en raison de la  chute de plus de 250 mm de pluie en 24 heures et 356 mm en 3 jours,. La ville a cependant déclaré que l'approvisionnement en eau n'était pas affecté et qu'un avis d'ébullition n'était pas nécessaire.

### Ailleurs
L'étendue spatiale de la tempête a également entraîné de fortes pluies en Louisiane, qui se remettait encore des ouragans Sally, Laura et des restes de Marco. De 260 à 360 mm de pluie ont été rapportées à certains endroits. De fortes pluies, des inondations et des rafales de vent ont également touché le Mississippi, le Tennessee , l'Arkansas, l'Alabama et la Géorgie.

### Bilan humain et économique
Un pêcheur disparu dans le bayou Brays, comté de Harris (Texas), pendant la tempête a été découvert plus tard noyé.
Le réassureur AON estima en septembre que les dégâts causés par le système était de plus de 100 millions $US.